# Franz Xaver Maximilián Millauer
Franz Xaver Maximilián Millauer, také František Xaver Maxmilián Millauer, Maximilián Millauer, který publikoval také pod pseudonymem Maximilián Meitl (17. prosince 1784 – 14. června 1840), byl český historik a teolog, rektor Univerzity Karlovy, direktor Královské české společnosti nauk, jednatel Národního muzea.

## Život
Millauer se narodil dne 17. prosince 1784 v Českých Budějovicích čp. 58 jako Franz Xaver Millauer. Jeho otec Laurentius (Vavřinec) Millauer byl českobudějovickým syndikem. Millauerův rodný dům už neexistuje, byl zbourán kvůli stavbě, tzv. Koldomu (komplexu činžovních domů Perla). Po studiu na čekobudějovickém piaristickém gymnáziu a na pražské univerzitě, vstoupil do cisterciackého vyšebrodského kláštera, přijal řádové jméno Maximilian a vrátil se na pražskou univerzitu, kde vystudoval teologii. Potom působil jako duchovní ve Studánkách, polní kaplan u zeměbrany na Klatovsku a pak jako duchovní v Boršově nad Vltavou. V roce 1810 se stal doktorem teologie a od roku 1815 byl profesorem na pražské univerzitě, kde se stal v roce 1834 rektorem. Od roku 1819 byl řádným členem Královské české společnosti nauk, ve které byl později ve dvou funkčních obdobích direktorem. V roce 1823 byl jmenován do prozatímního výboru Národního muzea, později se pak stal jednatelem tohoto muzea. V audienci u nejvyššího purkrabí hraběte z Kolovrat přednesl s Jungmannem a Preslem prosbu o to, aby se nově zřízené zemské muzeum stalo oporou jazykových a literárních snah českých. Zemřel 14. června 1840 v Praze.

## Dílo
Millauer se zajimal hlavně o české dějiny, prostudoval univerzitní archiv, klášterní archiv ve Vyšším Brodu, archiv v Třeboni, Českém Krumlově, v Českých Budějovicích a jiné. O prostudované problematice napsal mnoho článků. Psal hlavně německy.